# Abu Talib ibn ‘Abd al-Muttalib
Abu Talib (Arabiska: ابو طالب بن عبدالمطلب) (619– 539) var farbror till islams profet Muhammed. Han uppfostrade Muhammed som barn. 
Han skyddade Muhammed på bästa sätt från hans fiender som ville döda honom då han började sprida islams lära. Abu Talib var far till Ali ibn Abi Talib som är sunnitisk islams fjärde kalif och shiitisk islams förste imam.